# 忠烈祠駅
忠烈祠駅（チュンニョルサえき）は、大韓民国釜山広域市東萊区にある釜山交通公社4号線の駅である。駅番号は405。「安楽」を副駅名としている。

## 駅構造
相対式ホーム2面2線の地下駅。フルスクリーンタイプのホームドアが設置されている。出入口は4箇所に設けられている。

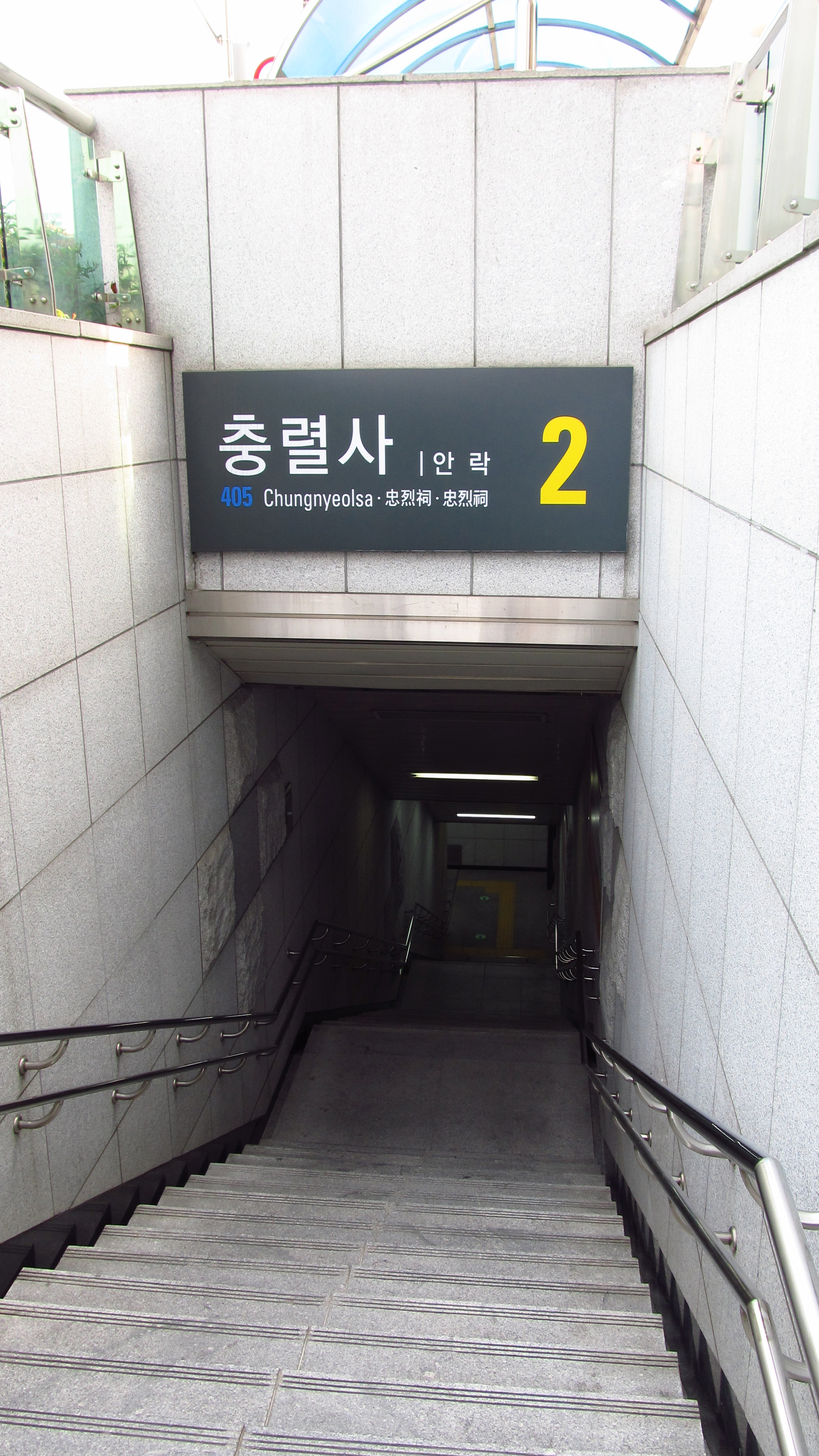
2番出入口（2018年4月）
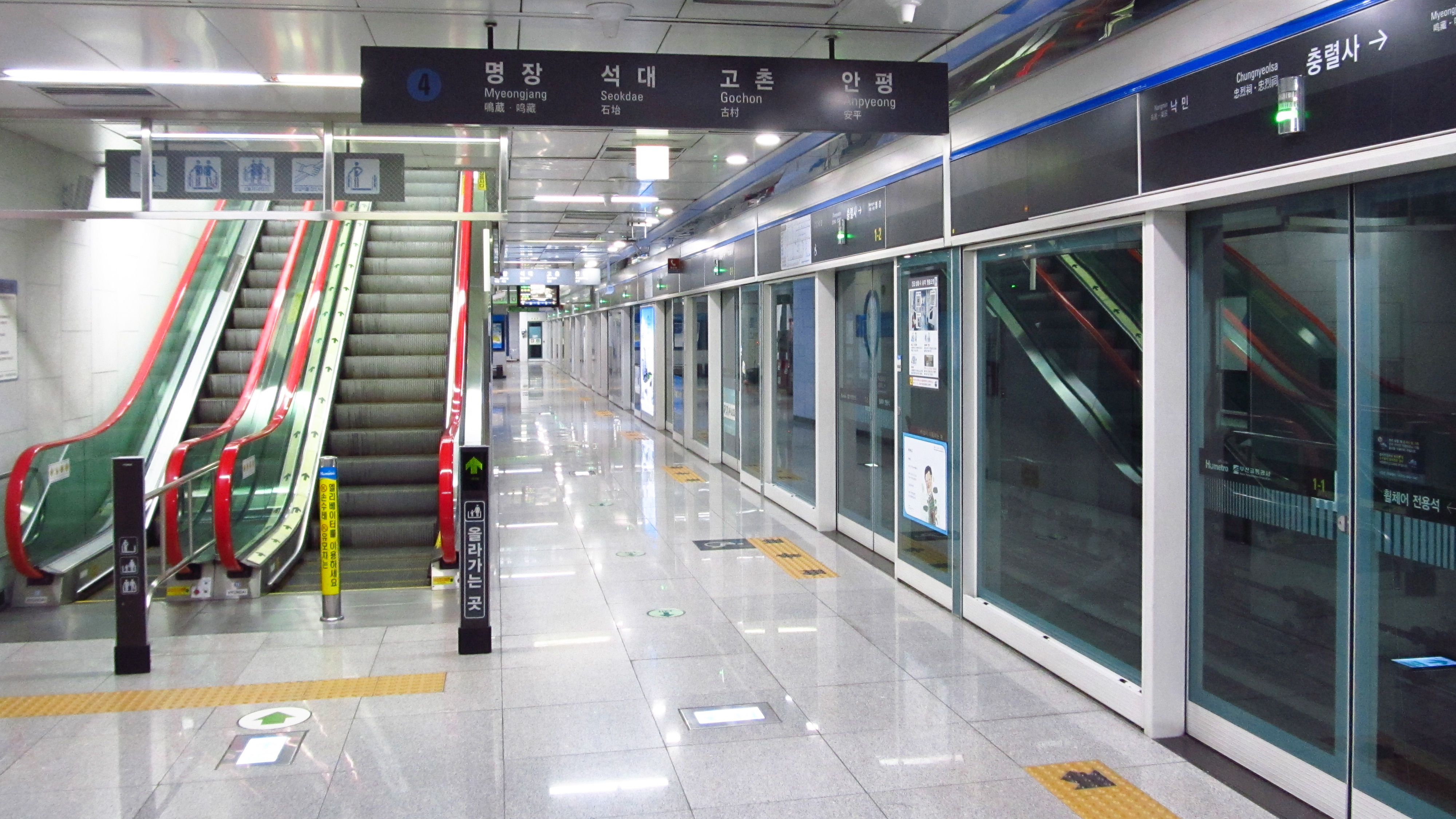
下りホーム（2018年4月）
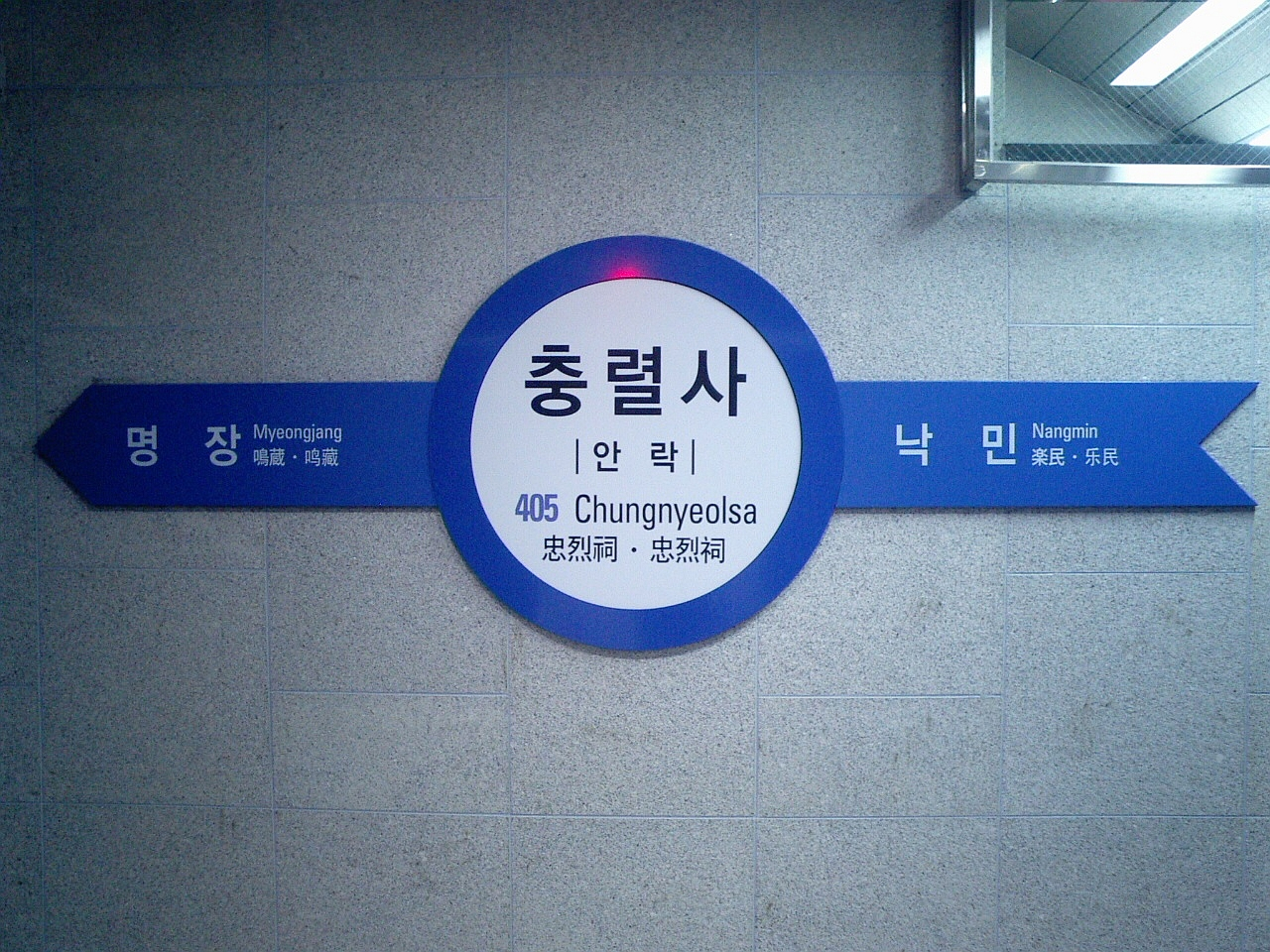
駅名標

### のりば
| 上り | 4号線 | 美南方面 |
| 下り | 4号線 | 安平方面 |

## 歴史
- 2011年3月30日 - 4号線の開通と同時に開業[1]。

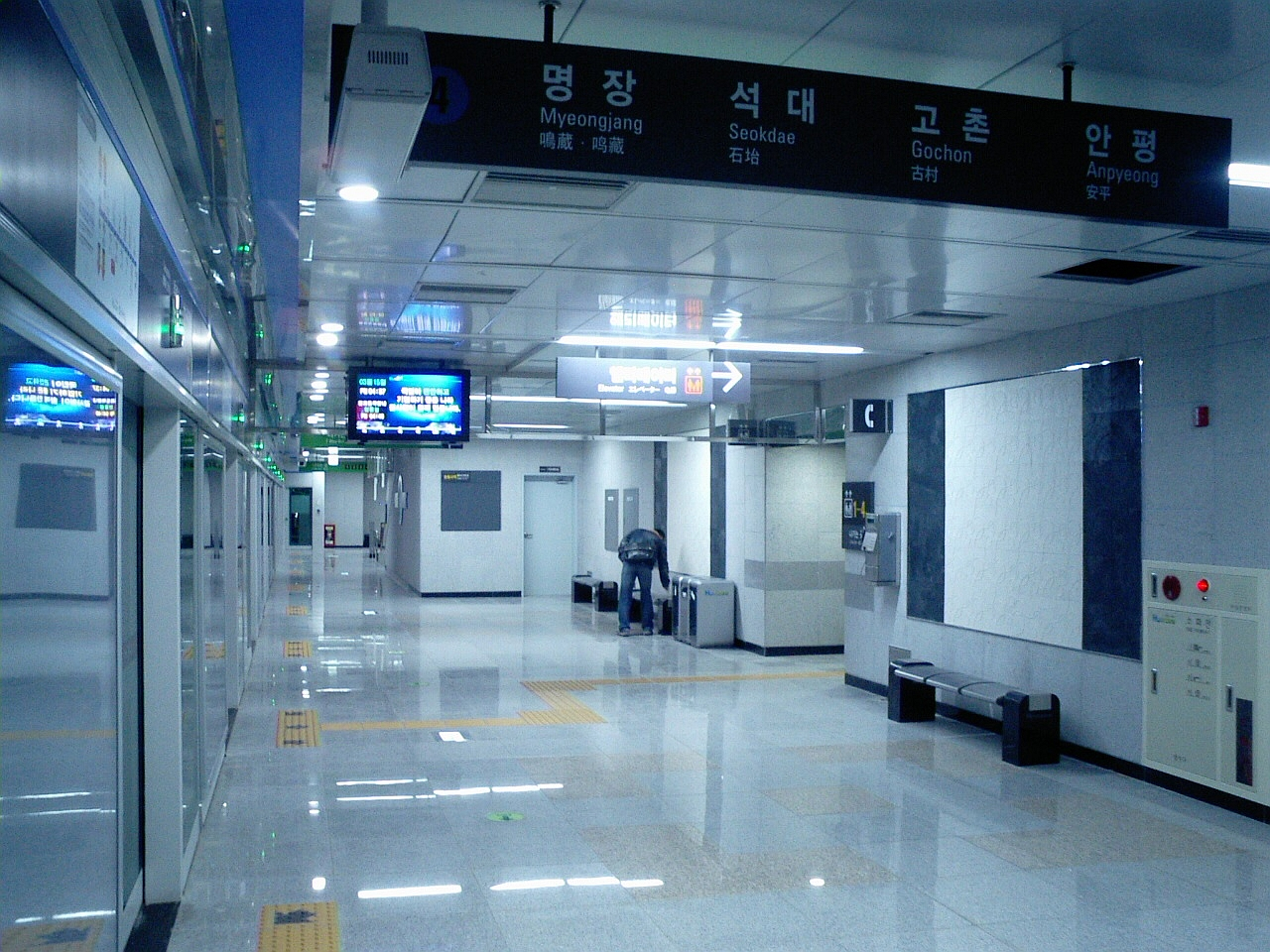
開業前の駅構内（2011年3月15日）

## 駅周辺
- 釜山忠烈祠
- 安楽1洞行政福祉センター
- 韓国鉄道公社東海線安楽駅 - 乗換駅ではない。

## 隣の駅
釜山交通公社
 4号線 
楽民駅 (404) - 忠烈祠駅 (405) - 鳴蔵駅 (406)